# Средний вандейский гриффон
Средний вандейский гриффон (фр. Briquet griffon vendéen) — порода охотничьих собак, происходящая из Франции. До Первой мировой войны была выведена графом Д`Эльва как уменьшенная разновидность большого вандейского грифона. Порода была почти полностью утрачена после Второй мировой войны, но восстановлена благодаря усилиям французского эксперта по выставкам собак Юбера Дезами.

## История породы

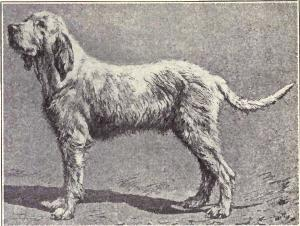
Вандейский гриффон 1915 год

Средний вандейский гриффон является одной из четырёх зарегистрированных разновидностей вандейских гриффонов. Основателем этой группы пород является большой вандейский гриффон, его возможные предки: «белая собака короля» (греффир), бретонский рыжий гриффон, «серая собака короля Людовика Святого» и брешский гриффон. Охотники использовали собак этой породы для охоты на волков и кабанов.
В 1901 году был основан первый породный клуб вандейского гриффона. К 1946 году порода практический вымерла, но была возрождена усилиями любителей и заводчиков. После проведения ряда скрещиваний большого вандейского гриффона с бийи и большой англо-французской гончей он стал более легким, быстрым и послушным.
Средний вандейский гриффон был выведен как более гармонично сложенный и улучшенный вариант большого вандейского гриффона в начале XX века графом Д`Эльва. После Второй мировой войны порода также оказалась на грани исчезновения и была скрещена с серой фарфоровой гончей.

## Внешний вид
Средний вандейский гриффон обладает приземистым телом. Небольшая голова с широкой мордой; длинные висячие уши, плотно прилегающие к голове, более узкие книзу и покрытые длинной шерстью; крупные выразительные темно-карие глаза. Прямая уверенная осанка, лапы среднего размера; короткий прямой хвост. Шерсть средней длины, жёсткая на ощупь, не кудрявая, без волны, пушистые брови. Окрас может быть однотонным: белый, серый и палевый с оттенками бежевого, заячьего, бело-серого. А также двухцветный: белый с рыжим, чёрным, серым или палевым. Или триколорным: белый с чёрным и палевым.

## Особенности породного поведения

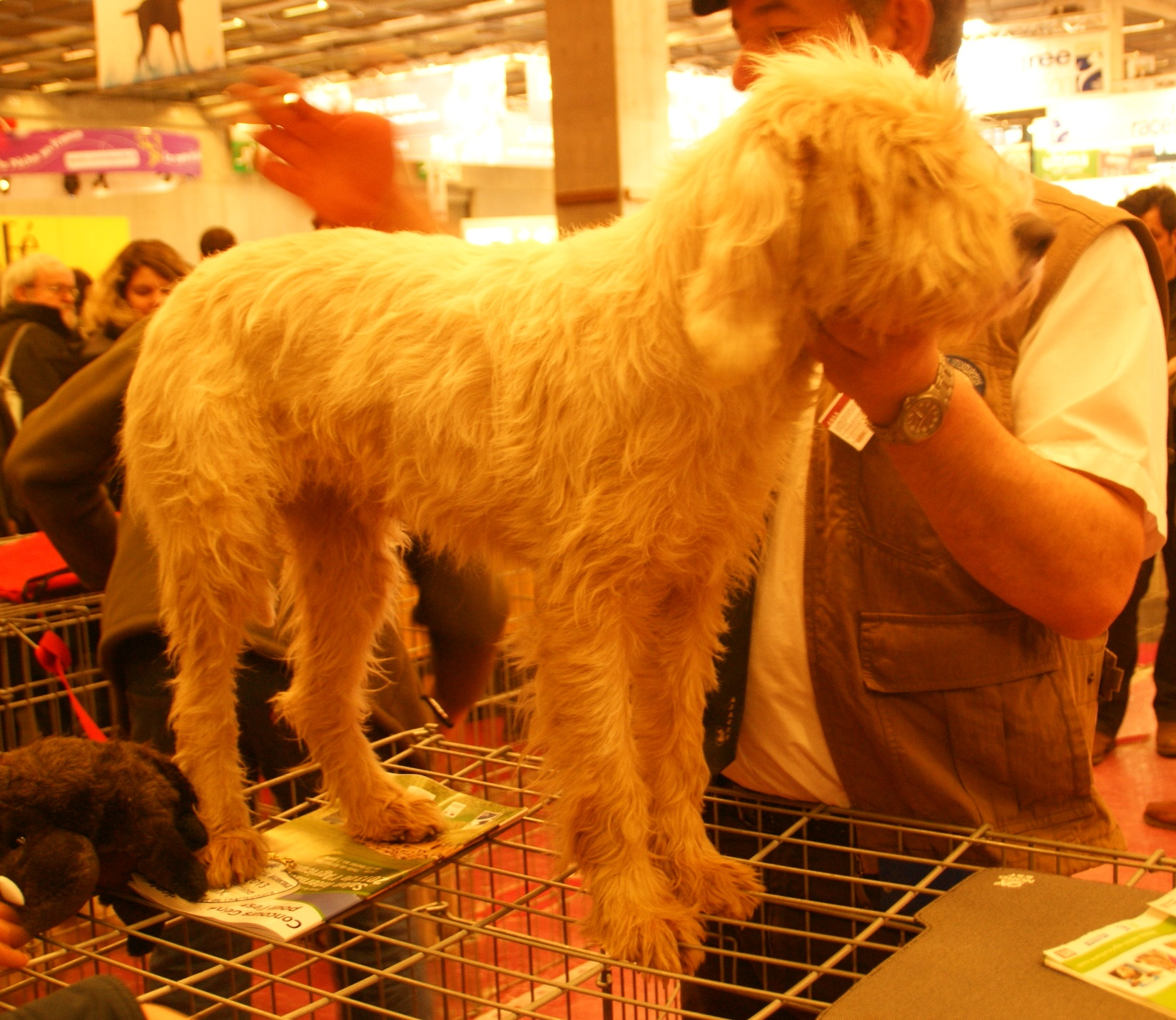
Средний вандейский гриффон кремового окраса

Вандейский гриффон Брике — страстный, выносливый и стойкий охотник. Он может взять как холодный, так и горячий след. Как и другие гончие собаки, гриффон наслаждается времяпрепровождением на свежем воздухе со своими хозяевами. Это не слишком сильные, но энергичные и полные энтузиазма собаки. Выведенные для охоты как в стае, так и по одному, они хорошо ладят с другими собаками и редко демонстрируют охрану ресурсов. Они прекрасные собаки-компаньоны и отлично живут в семье с детьми. Гриффоны плохо поддаются дрессировке, основанной на давлении и коррекции. Дрессировка, основанная на положительном подкреплении, напротив, доставляет удовольствие и собаке, и владельцам.

## Содержание и уход
Все гриффоны — увлеченные охотники с сильными инстинктами. Чтобы быть счастливыми собаками, им необходимо иметь возможность пользоваться своим нюхом хотя бы раз в день. Лучше, чтобы они делали это на большой безопасной территории, где можно понюхать и исследовать все что угодно хотя бы раз в неделю. Помимо настоящей охоты, отличным упражнением для вандейского гриффона являются длительные прогулки, им нужны серьёзные физические нагрузки, так как они обладают большой выносливостью, свойственной всем охотничьим собакам.
Взъерошенный внешний вид гриффона — это естественное состояние его шерсти, категорически не рекомендуется стричь её. Двойная шерсть с подшерстком требует регулярного расчесывания щеткой и расческой. Грязь и растения, которые цепляются за длинную шерсть, следует также удалять расческой с лап и живота. Чтобы избежать возникновение инфекции в ушах, нужно следить за их чистотой.